# Tournoi des champions SBS
Pour les articles homonymes, voir Tournoi des champions.
Le Tournoi des champions SBS (SBS Tournament of Champions), est un tournoi de golf du tableau masculin. Disputé en janvier, il s'agit du tournoi d'ouverture de la saison PGA Tour jusqu'en 2013. Depuis 1999, il se déroule à Hawaï. Auparavant, il s'est disputé à Las Vegas entre 1953 (date de sa création) et 1966 puis à Carlsbad en Californie.

## Différentes appellations
- 1953-1974 : Tournoi des champions.
- 1974-1990 : Tournoi des champions MONY.
- 1990-1993 : Tournoi des champions Infiniti.
- 1993-2006 : Championnats Mercedes.
- 2007-2009 : Championnat Mercedes-Benz.
- 2010 : Championnat SBS.
- 2011-2016 : Tournoi des champions Hyundai
- depuis 2017 : Tournoi des champions SBS.

## Palmarès

### Vainqueur
| Année | Vainqueur           | Nationalité    |
| 2025  | Hideki Matsuyama    | Japon          |
| 2024  | Chris Kirk          | États-Unis     |
| 2023  | Jon Rahm            | Espagne        |
| 2022  | Cameron Smith       | Australie      |
| 2021  | Harris English      | États-Unis     |
| 2020  | Justin Thomas (2)   | États-Unis     |
| 2019  | Xander Schauffele   | États-Unis     |
| 2018  | Dustin Johnson (2)  | États-Unis     |
| 2017  | Justin Thomas       | États-Unis     |
| 2016  | Jordan Spieth       | États-Unis     |
| 2015  | Patrick Reed        | États-Unis     |
| 2014  | Zach Johnson        | États-Unis     |
| 2013  | Dustin Johnson      | États-Unis     |
| 2012  | Steve Stricker      | États-Unis     |
| 2011  | Jonathan Byrd       | États-Unis     |
| 2010  | Geoff Ogilvy (2)    | Australie      |
| 2009  | Geoff Ogilvy        | Australie      |
| 2008  | Daniel Chopra       | Suède          |
| 2007  | Vijay Singh         | Fidji          |
| 2006  | Stuart Appleby (3)  | Australie      |
| 2005  | Stuart Appleby      | Australie      |
| 2004  | Stuart Appleby      | Australie      |
| 2003  | Ernie Els           | Afrique du Sud |
| 2002  | Sergio García       | Espagne        |
| 2001  | Jim Furyk           | États-Unis     |
| 2000  | Tiger Woods (2)     | États-Unis     |
| 1999  | David Duval         | États-Unis     |
| 1998  | Phil Mickelson (2)  | États-Unis     |
| 1997  | Tiger Woods         | États-Unis     |
| 1996  | Mark O'Meara        | États-Unis     |
| 1995  | Steve Elkington (2) | Australie      |
| 1994  | Phil Mickelson      | États-Unis     |
| 1993  | Davis Love III      | États-Unis     |
| 1992  | Steve Elkington     | États-Unis     |
| 1991  | Tom Kite (2)        | États-Unis     |
| 1990  | Paul Azinger        | États-Unis     |
| 1989  | Steve Jones         | États-Unis     |
| 1988  | Steve Pate          | États-Unis     |
| 1987  | Mac O'Grady         | États-Unis     |
| 1986  | Calvin Peete        | États-Unis     |
| 1985  | Tom Kite            | États-Unis     |
| 1984  | Tom Watson (3)      | États-Unis     |
| 1983  | Lanny Wadkins (2)   | États-Unis     |
| 1982  | Lanny Wadkins       | États-Unis     |
| 1981  | Lee Trevino         | États-Unis     |
| 1980  | Tom Watson          | États-Unis     |
| 1979  | Tom Watson          | États-Unis     |
| 1978  | Gary Player (2)     | Afrique du Sud |
| 1977  | Jack Nicklaus (5)   | États-Unis     |
| 1976  | Don January         | États-Unis     |
| 1975  | Al Geiberger        | États-Unis     |
| 1974  | Johnny Miller       | États-Unis     |
| 1973  | Jack Nicklaus       | États-Unis     |
| 1972  | Bobby Mitchell      | États-Unis     |
| 1971  | Jack Nicklaus       | États-Unis     |
| 1970  | Frank Beard (2)     | États-Unis     |
| 1969  | Gary Player         | Afrique du Sud |
| 1968  | Don January         | États-Unis     |
| 1967  | Frank Beard         | États-Unis     |
| 1966  | Arnold Palmer (3)   | États-Unis     |
| 1965  | Arnold Palmer       | États-Unis     |
| 1964  | Jack Nicklaus       | États-Unis     |
| 1963  | Jack Nicklaus       | États-Unis     |
| 1962  | Arnold Palmer       | États-Unis     |
| 1961  | Sam Snead           | États-Unis     |
| 1960  | Jerry Barber        | États-Unis     |
| 1959  | Mike Souchak        | États-Unis     |
| 1958  | Stan Leonard        | Canada         |
| 1957  | Gene Littler (3)    | États-Unis     |
| 1956  | Gene Littler        | États-Unis     |
| 1955  | Gene Littler        | États-Unis     |
| 1954  | Art Wall Jr.        | États-Unis     |
| 1953  | Al Besselink        | États-Unis     |

### Nombre de tournois par golfeur
| Année      | Vainqueur       | Nationalité |
| États-Unis | Jack Nicklaus   | 5           |
| Australie  | Stuart Appleby  | 3           |
| États-Unis | Gene Littler    | 3           |
| États-Unis | Arnold Palmer   | 3           |
| États-Unis | Tom Watson      | 3           |
| États-Unis | Frank Beard     | 2           |
| États-Unis | Steve Elkington | 2           |
| États-Unis | Don January     | 2           |
| États-Unis | Tom Kite        | 2           |
| États-Unis | Phil Mickelson  | 2           |
| Australie  | Geoff Ogilvy    | 2           |
| États-Unis | Gary Player     | 2           |
| États-Unis | Lanny Wadkins   | 2           |
| États-Unis | Tiger Woods     | 2           |
| États-Unis | Dustin Johnson  | 2           |